# 富坂警察署襲撃事件
富坂警察署襲撃事件（とみさかけいさつしょしゅうげきじけん）とは、1946年（昭和21年）1月3日に東京都小石川区（現・文京区）で発生した暴動事件である。
終戦直後の混乱もあって犯人逮捕・特定には至らず、未解決事件となった。

## 事件の発端
1945年12月30日、警視庁富坂警察署は管内で発生していた連続拳銃強盗事件の容疑者として在日朝鮮人3人を逮捕した。当時の富坂警察署は戦災で焼失しており、小石川国民学校の校舎を間借りしている状態であったため、3人の容疑者は警視庁本部と大塚警察署の留置場にそれぞれ留置されていた。
翌1946年1月2日、容疑者のひとりを富坂警察署へ護送して取り調べた後、署内の留置場に留置した。

## 事件の概要
1946年1月3日正午、春日町交差点において多くの不審者を乗せたトラック2台が富坂警察署方面へ向かうのを、交通整理にあたっていた警察官が発見、直ちに署に連絡した。連絡を受けてまもなく、例のトラックが富坂警察署に到着、警察官の制止を振り切って約80人の朝鮮人が署内に乱入し、留置中の在日朝鮮人の即時釈放を要求した。
危険を察知した警部が警察電話を通じて、警備隊の応援を要請したところ、在日朝鮮人20人が電話室に乱入し占拠した。これにより外部との連絡が絶たれた。
交渉にあたった署長は「朝鮮人は留置していない」と突っぱねたが、情報が漏れていたらしく、在日朝鮮人たちが留置場を探し始めた。これを阻止しようとした警察官に対して殴る蹴るの暴行を加えて負傷者を続出させた。
在日朝鮮人はついに留置場を発見、中にいた容疑者を連れ出し、「署長は、朝鮮人は留置していないと我々を欺いた」と署長を責め立てた後、富坂警察署の前を通りかかったトラックを奪って逃走した。

## その後の顛末
警視庁は、全力をあげて事件の捜査にあたったが、終戦直後の混乱もあって逮捕には至らなかった。